# Río Pelque
Río Pelque är ett vattendrag i Argentina.   Det ligger i provinsen Santa Cruz, i den södra delen av landet, 2 100 km sydväst om huvudstaden Buenos Aires.
Omgivningarna runt Río Pelque är i huvudsak ett öppet busklandskap. Runt Río Pelque är det mycket glesbefolkat, med 3 invånare per kvadratkilometer.